# Candidatura Aragonesa Independiente de Centro
La Candidatura Aragonesa Independiente de Centro (CAIC) fue un partido político de España. El CAIC se fundó en 1977 por disidentes de la Unión de Centro Democrático (UCD). La historia del partido fue breve al disolverse en enero de 1978 para formar un nuevo partido: el Partido Aragonés Regionalista.

## Ideología
La CAIC fue un partido regionalista y conservador, aunque en su origen su principal diferencia con la UCD más que ideológica fue personalista, al estar liderada por el presidente la Diputación Provincial de Zaragoza, Hipólito Gómez de las Roces, el cual fue el principal activo del partido. 
La CAIC se mostró a favor de la política energética nuclear y la adhesión de España a la OTAN.

## Resultados electorales
La CAIC solo presentó candidaturas en las elecciones generales de 1977 tanto al Congreso como al Senado. Solo se presentó por la circunscripción electoral de Zaragoza. Obtuvo un escaño en el Congreso de los Diputados, que lo ocupó Hipólito Gómez de las Roces.
Para el Congreso los resultados fueron:
| Comicios | Cabeza de lista             | Número de votos | % (Zaragoza) | % (Aragón) | % (España)  | Escaños obtenidos (Zaragoza) |
| -------- | --------------------------- | --------------- | ------------ | ---------- | ----------- | ---------------------------- |
| 1977     | Hipólito Gómez de las Roces | 37.183          | 8,5% (#4)    | 5,70% (#5) | 0,20% (#17) | 1/8                          |

Con la candidatura presentada al Senado el resultado fue:
| Candidato de la CAIC    | Votos   |
| ----------------------- | ------- |
| Isaías Zarazaga Burillo | 107.082 |